# Chuck Forsberg
Chuck Forsberg (c. 1944) és un programador estatunidenc, conegut pel desenvolupament de dos populars protocols de transmissió de dades, molt utilitzats en BBSs a la dècada del 1990: YMODEM i ZMODEM. Per aquest últim, va rebre un premi Dvorak per a l'Excel·lència a Telecomunicacions el 1992.